# Lý Thánh Long
Lý Thánh Long (sinh ngày 30 tháng 7 năm 1992 tại Thượng Hải) là một cầu thủ bóng đá người Trung Quốc hiện tại thi đấu cho đội bóng Giải bóng đá Ngoại hạng Trung Quốc Thượng Hải SIPG.

## Sự nghiệp câu lạc bộ
Năm 2011, Lý Thánh Long bắt đầu sự nghiệp bóng đá chuyên nghiệp khi anh được cho đội hình của Thượng Hải Trung Bang mượn cho chiến dịch Giải hạng Ba Trung Quốc 2011. Năm 2013, anh gia nhập đội bóng tân binh của Giải bóng đá Ngoại hạng Trung Quốc Thượng Hải Đông Á. Ngày 20 tháng 9 năm 2013, anh có màn ra mắt Giải bóng đá Ngoại hạng Trung Quốc cho Thượng Hải trong trận gặp Sơn Đông Lỗ Năng, vào sân từ băng ghế dự bị thay cho Chu Tranh Vanh ở phút 83. Lý Thánh Long bị đẩy xuống đội dự bị trong mùa giải 2016. Anh trở lại đội một trong mùa giải 2017. Ngày 9 tháng 7 năm 2017, anh ghi bàn thắng đầu tiên cho câu lạc bộ trong chuyến làm khách thất bại 2-4 trước Trường Xuân Á Thái.

## Đời tư
Lý Thánh Long là con trai của cựu tiền vệ Thượng Hải Thân Hoa Lý Long Hải.

## Thống kê sự nghiệp
Thống kê chính xác tính đến trận đấu diễn ra ngày 11 tháng 11 năm 2018.
| Thành tích câu lạc bộ | Thành tích câu lạc bộ | Thành tích câu lạc bộ              | Giải đấu | Giải đấu  | Cúp     | Cúp       | Cúp Liên đoàn | Cúp Liên đoàn | Châu lục | Châu lục  | Tổng cộng | Tổng cộng |
| Mùa giải              | Câu lạc bộ            | Giải đấu                           | Số trận  | Bàn thắng | Số trận | Bàn thắng | Số trận       | Bàn thắng     | Số trận  | Bàn thắng | Số trận   | Bàn thắng |
| Trung Quốc            | Trung Quốc            | Trung Quốc                         | Giải đấu | Giải đấu  | Cúp FA  | Cúp FA    | Cúp CSL       | Cúp CSL       | Châu Á   | Châu Á    | Tổng cộng | Tổng cộng |
| --------------------- | --------------------- | ---------------------------------- | -------- | --------- | ------- | --------- | ------------- | ------------- | -------- | --------- | --------- | --------- |
| 2011                  | Thượng Hải Trung Bang | Giải hạng Ba Trung Quốc            |          |           | -       | -         | -             | -             | -        | -         |           |           |
| 2012                  | Thượng Hải Trung Bang | Giải hạng Ba Trung Quốc            |          |           | 0       | 0         | -             | -             | -        | -         |           |           |
| 2013                  | Thượng Hải SIPG       | Giải bóng đá Ngoại hạng Trung Quốc | 2        | 0         | 0       | 0         | -             | -             | -        | -         | 2         | 0         |
| 2014                  | Thượng Hải SIPG       | Giải bóng đá Ngoại hạng Trung Quốc | 7        | 0         | 1       | 0         | -             | -             | -        | -         | 8         | 0         |
| 2015                  | Thượng Hải SIPG       | Giải bóng đá Ngoại hạng Trung Quốc | 0        | 0         | 0       | 0         | -             | -             | -        | -         | 0         | 0         |
| 2017                  | Thượng Hải SIPG       | Giải bóng đá Ngoại hạng Trung Quốc | 6        | 2         | 4       | 0         | -             | -             | 2        | 0         | 12        | 2         |
| 2018                  | Thượng Hải SIPG       | Giải bóng đá Ngoại hạng Trung Quốc | 11       | 0         | 1       | 0         | -             | -             | 2        | 0         | 14        | 0         |
| Tổng cộng             | Trung Quốc            | Trung Quốc                         | 26       | 2         | 6       | 0         | 0             | 0             | 4        | 0         | 36        | 2         |

## Danh hiệu

### Câu lạc bộ
Thượng Hải SIPG
- Giải bóng đá Ngoại hạng Trung Quốc: 2018
- Siêu cúp FA Trung Quốc: 2019